# 이스트앵글리아 왕국
동앵글 왕국(고대 영어: Ēastengla Rīċe 에스트앵글라 리체, 라틴어: Regnum Orientalium Anglorum 레그눔 오리엔탈리움 안글로룸[*])은 오늘날 이스트앵글리아 왕국(영어: Kingdom of East Anglia)이라고 알려진 앵글족의 소규모 독립 왕국이며, 현재 잉글랜드의 노퍽주와 서퍽주 그리고 팬랜즈의 일부로 구성되었다. 6세기 앵글로색슨인의 브리타니아 정착의 여파로 세워졌다. 7, 8세기에 우파 왕조가 다스렸으며, 794년에 머시아 왕국의 지배권에 떨어졌고, 869년에 데인족에게 정복되어, 데인로 일부를 형성했다. 918년에 대 애드워드에게 정복되어 웨식스 왕국으로 통합되었다.

## 역사
웨하가 동앵글리아의 초대 왕으로 기록되고, 그 뒤를 우파가 뒤를 잇던, 동앵글리아 왕국은 6세기 초에 형성되었다.
749년까지 이스트앵글리아의 왕들은 반신화적인 인물인 우파의 이름을 딴 우핑가스 왕조 출신들이었다. 이스트앵글리아의 래드왈드의 재위 당시인 7세기 초에, 앵글로색슨 왕국들은 평화로운 상태였다. 기독교 신자로 세례를 받은 첫 이스트앵글리아의 왕인 래드왈드는 우드브리지 인근 서튼후에서 배무덤 양식으로 묻힌 인물이라고 많은 학자들에게 여겨진다. 대략 624년경에 그가 사망하고나서 수십 년 동안에, 동앵글리아는 머시아 왕국의 서서히 지배를 받게 되었다. 래드왈드의 후임자들 몇몇은 전투 중에 사망했으며, 이중에는 기독교를 완전히 정착시킨 부르군트의 펠릭스 주교의 지도와 함께, 나라를 다스렸던 시게버트 (641년 전사)가 있었다.
794년에 애설버트 2세가 머시아인들에게 사망하고부터 825년까지, 이스트앵글리아 왕국은 796년에 애드왈드의 잠깐의 시기를 제외하고는 독립 왕국으로서 기능을 상실했었다. 바이킹들이 전투에서 이스트앵글리아군과 전투 중에 전사한 순교왕 에드먼드를 패배시킨 869년까지 왕국은 남아있었다. 879년 이후 바이킹들은 이스트앵글리아에 영구적으로 정착했다. 903년에 추방당한 애슬링의 애설울드가 이스트앵글리아의 데인인들에게 자신의 조카인 대 애드워드에게 전쟁을 일으키게끔 부추겼다. 데인족들의 계속된 패배가 이어진 후인 917년경에 이스트앵글리아는 에드워드에게 복속되었고 잉글랜드 왕국으로 통합되었으며, 이후 백작령이 되었다.

### 정착
이스트앵글리아 지역은 추정상 5세기 시작 무렵부터, 다른 어떤 지역들보다 앵글로색슨족들이 먼저 정착했었다. 이스트 앵글리아는 옛 이케니족의 영역 및 케이스터세인트에드먼드에 인접한 벤타 이케노룸을 중심지로 둔 로마의 키비타스라는 대략적인 위치에서 정치적 결합으로 생겨났다. 이스트앵글리아가 된 지역은 대략 4세기에는 어느 정도까지 인구가 감소한 것으로 보인다. Ken Dark는 "최소한으로는 이 지역 내, 더 넓게는 잉글랜드 동부의 넓은 지역들이 모든 '작은 마을'들을 포함하여 4세기 말에 버려진 것으로 나타났다. 이는 정착지의 위치, 규모 또는 성격상에 국한된 변화가 아니라 완전한 유기라고 생각된다."라고 기고했다.
비드에 의하면, 동앵글인들 (그리고 중앵글인, 머시아인, 노섬브리아인)들은 앙겔른반도 (현대 독일 지역)의 토착인들의 후손들이라고 하였다. 동앵글인에 대한 첫 언급은 대략 704년-713년 사이에 Life of St Gregory에서다. 고고학 및 언어학적 증거들은 유럽 대륙의 개르만족 화자들의 대규모 이주 및 정착이 일어났음을 보여주는 한편, 모든 이주민들이 앵글족이라고 스스로를 규정했는지는 의문의 여지에 있다.
동앵글인들은 중세 이후 역사가들에게 12세기에 헌팅던의 헨리가 사용한 용어인 칠왕국이라고 알려진 7개 왕국들 중 하나를 형성했다. 몇몇 현대 역사가들은 7개 왕국들이 동시대에 존재했는지에 의심하며 정치적 상황이 훨씬 복잡했을 것이라 주장한다.

### 전통 신앙 시기

서튼후의 배무덤에서 나온 황금 요대의 버클

동앵글인들은 초기에는, 분명하게 우파 왕의 이름을 따서 이름지어진 우핑가스 왕조 (비록 우파의 이름이 "늑대의 후손들"을 뜻하는 왕조의 이름에서 유래한 후대 때 만들어진 것으로 보이긴 하지만)의 지배를 받았으며, 이 왕조는 전통 신앙을 따르는 자들이었다. 이스트앵글리아 왕국의 초기 역사와 이들의 지도자들에 대한 필수불가결한 자료가 비드의 『교회사』이기는 하지만, 비드는 이스트앵글리아 왕국의 왕들의 연대기나 이들의 재위 시기에 대해선 전하지는 않았다. 이스트앵글리아 왕국의 권력의 중심이 서퍽주의 동부인 스네이프와 서튼후에 있는 배무덤 집결지라는 점을 제외하면, 초기 왕들이나, 왕국이 어떻게 조직되었는지에 대해선 알려진 것이 없다. 노스퍽과 사우스퍽은 초기 동앵글리아 왕들이 도착하기 전에 있었을 수도 있다.
『교회사』에 따르면, 우핑가스 왕조의 왕 중 가장 강력했던 이는 "우파를 아버지로 두었던 티틸의 아들" 래드왈드였다고 한다. 7세기 초 짧은 기간에, 래드왈드의 통치를 받던 이스트앵글리아는 앵글로색슨 잉글랜드의 왕국들 중에서 가장 강력했으며, 비드는 그를 험버강 이남에 있는 왕국들의 대군주로 묘사했다. 616년에, 그는 노섬브리아의 왕 애설프리트를 리버이들 전투에서 패배시켜 전사시키고 노섬브리아의 에드윈을 왕위에 앉힐 만큼 강력했다. 그는 서튼후에 있는 사치스러운 배무덤으로써, 개인적인 영예를 누렸던 것으로 보인다. 우핑가스 왕조가 동부 스웨덴의 왕족들의 후예일지도 모른다며, 서튼후에 있는 봉분 1호에서 발견된 유물과 스웨덴의 벤델에서 발견된 유물들 간의 공통점의 정도를 증거로, 블레어가 의혹을 제기했었다. 그러나, 이전엔 스웨덴에서 왔다고 여겨졌던 유물들은 현재 잉글랜드에서 만들어진 것으로 보며, 우핑가스 왕조가 스웨덴을 기원으로 했다는 것도 가능성이 낮아 보인다.

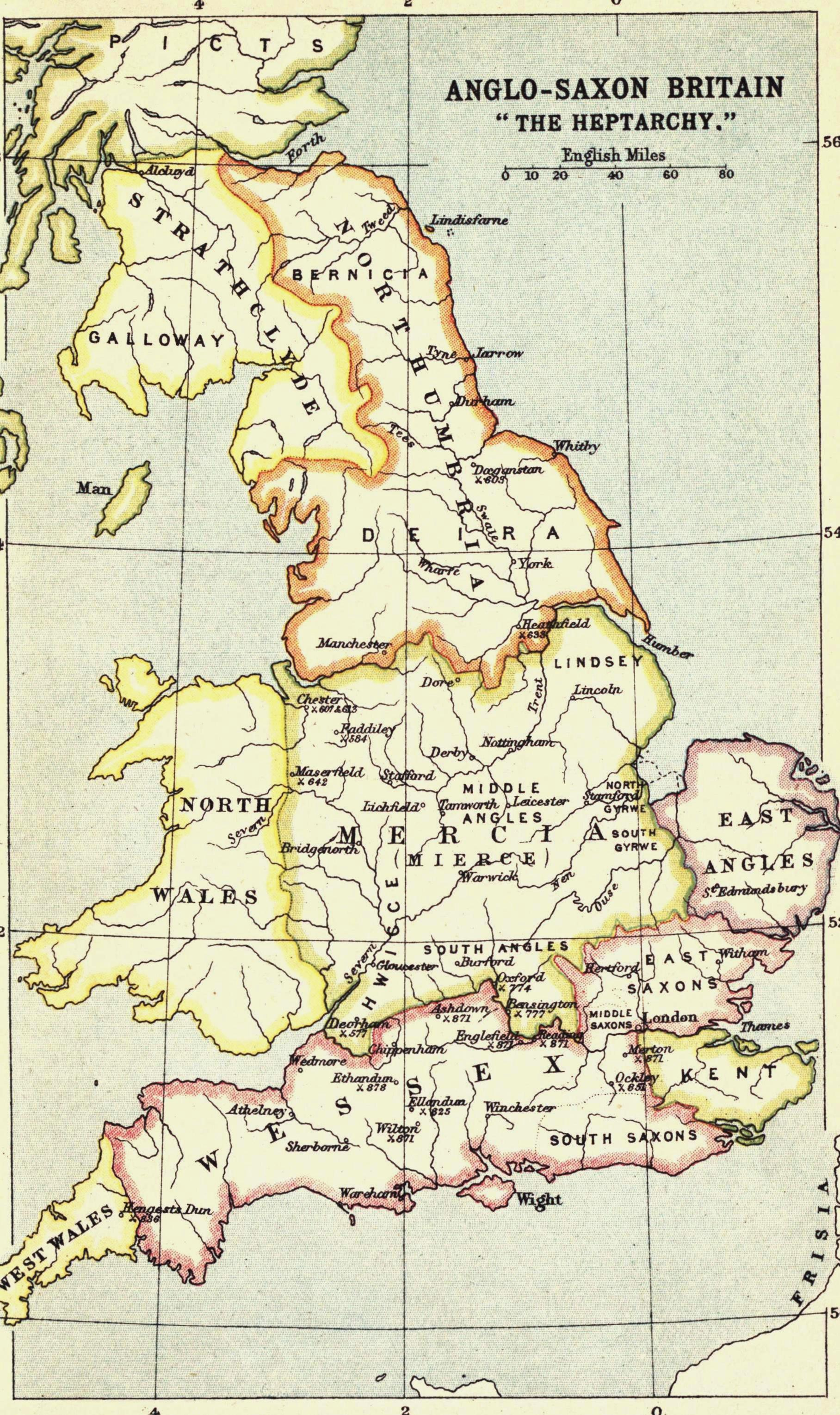
바르톨로뮤의 A literary & historical atlas of Europe (1914)에서 등장한 칠왕국

### 기독교화
앵글로색슨 기독교는 7세기에 자리를 잡았다. 전통신앙이 대체된 그 정도는 옛 신들의 이름에서 붙여진 이스트앵글리아 정착지들의 부족이라는 점으로써 잘 나타나있다.
604년에 래드왈드는 세례를 받은 첫 이스트앵글리아의 왕이 되었다. 그는 기독교 제단을 유지하긴 했지만, 동시에 전통 신들을 섬기는 걸 계속했다. 전통신앙을 믿던 군주들이 잠시 켄트와 에식스로 돌아갔던 616년부터 래드왈드가 사망할 때까지 이스트앵글리아는 세례를 받은 왕이 군림한 유일한 앵글로색슨 왕국이었다. 624년 무렵에 래드왈드가 사망하고, 그의 아들인 외르프왈드가 계승했으며, 그는 얼마 안 있어 에드윈의 영향으로 전통신앙에서 개종했지만, 그의 새 종교는 명백히도 이스트앵글리아에서 반대에 직면했고 외르프왈드는 전통신앙자인 리치버트의 손에 죽음을 맞이하고 말았다. 배교가 일어난 지 3년 뒤, 기독교는 외르프왈드의 형제 (혹은 이복형제)이자 프랑키아에서 망명 중에 세례를 받은 시거브뤼트의 왕위 계승과 함께 널리 퍼졌다. 시거브뤼트는 아마 더니스로 추정하는 돔모크에 부르군트의 펠릭스가 관장하는 최초의 이스트앵글리아 주교좌의 설립을 목격했다. 그는 이후 형제 에크그리크를 위해 왕위에서 물러나 수도원에서 은퇴했다.

### 머시아의 압박
래드왈드 때 이스트앵글리아의 전성기는 머시아의 펜다와 그 후임자들이라는 신진 세력의 희생양이 되었다. 7세기 중반부터 9세기 초까지 머시아는 국력을 키워, 이스트앵글리아와 남동부 지역을 포함한 험버강부터 템스강에 이르는 방대한 영토가 머시아의 지배권에 놓였다. 640년대 초에, 펜다는 에크그리크와 시거브뤼트를 전투에서 패퇴시키고 전사시켜냈으며, 시거브뤼트는 이후 성인으로 시성되었다. 에크그리크의 후임자 안나와 안나의 아들 유르민(Jurmin)은 654년에 블리스버러 인근인 벌캠프 전투에서 전사했다. 안나의 도전에서 자유로워진, 펜다는 이스트앵글리아를 머시아에 종속시켰다. 655년에 이스트앵글리아의 애설헤레가 위네드 전투에서 머시아군의 대패로 끝이 난 오스위를 상대로 일어난 한 전쟁에 펜다에 가담했었으며, 앞서 언급한 전투에서 펜다와 같이 전사했다.
마지막 우핑가스 왕조 출신 왕은 앨프왈드로, 749년에 사망했다. 7세기 말과 8세기 동안 이스트앵글리아는 계속해서 머시아의 패권이라는 그림자에 가려져 있었다가, 794년에 머시아의 오파는 이스트앵글리아의 왕 애설버트를 처형한 뒤에 이스트앵글리아의 지배권을 장악했다. 796년에 오파가 죽은 뒤에, 에와드왈드 기간 동앵글리아의 일시적인 부활은 새로운 머시아의 왕 코엔울프에게 진압되었다.
이스트앵글리아의 독립은 825년에 애설스턴이 이끈 반머시아 반란으로 되찾았다. 머시아의 지배력을 회복하려는 머시아의 베오른울프의 시도는 베오른울프의 패배와 전사로 이어졌고, 그의 후임자 루데카도 827년에 같은 상황을 맞이했다. 동앵글인들은 웨식스의 에그버트에게 머시아의 위협으로부터 보호를 요청했고, 애설스턴은 에그버트사 자신의 대군주임을 받아들였다. 웨식스는 8세기에 머시아에 흡수당한 이스트앵글리아의 남동부 지역의 지배권을 가져가는 한편, 이스트앵글리아는 독립을 유지할 수 있었다.

### 바이킹들의 침략과 정착

이스트앵글리아가 구스룸의 지배를 받던 시기인 878년 잉글랜드

865년에, 이스트앵글리아가 덴마크의 이교도 대군세의 침입을 받았고, 대군세는 동계 야영지를 점령하고 노섬브리아로 떠나기 전에 말들을 입수했다. 데인인들은, Hægelisdun(983년에는 최종적으로 그가 안치된 베리세인트에드먼즈와 근처에 있던 브래드필드세인트클레어, 985년경에 Hægelisdun라고 기록됐던 노퍽주의 헬리스던 혹은 서퍽주의 학슨, 그리고 현재는 에식스의 맬든 등 다양한 곳으로 여겨짐)에서 패하고 전사한 동앵글리아의 에드먼드의 군대에 공격을 받기 전에, 869년에 겨울을 쇠러 테트퍼드로 돌아왔다. 이 시기부터 이스트앵글리아는 사실상의 독립 국가로서 기능이 멈추었다. 이스트앵글리아군을 격퇴시킨 데인인들은 자신들을 대신하여 통치할 허수아비 왕을 세우는 한편 머시아와 웨식스와 전쟁을 재개했다. 878년에 이교도 대군세의 마지막 잔여 세력이 앨프레드 대왕에게 패배했고 강화조약을 맺은 후 웨식스에서 철수했다. 880년에 바이킹들은 중세시대 사학자 폴린 스태포드가 전한 바에 의하면 "영토에 왕정과 더불어, 주화 주조를 포함한 왕권의 상징물들을 빠르게 도입한 인물"인 구스룸이 다스리는 이스트앵글리아로 돌아왔다.
전통적인 이스트앵글리아 영토, 캠브리지셔, 베드포드셔와 허트포드셔의 일부와 함께 구스룸의 왕국은 데인인들의 지배하에 들어간 웨식스의 지역 중 하나인 에식스를 포함했을 것이다. 구스룸과 앨프리드 간의 강화 조약은 880년대 이전에 맺어졌다.

### 잉글랜드 왕국으로 합병
10세기 초에, 이스트앵글리아의 데인인들은 웨식스의 왕 에드워드의 커져가는 압박에 놓였다. 902년에, 왕위 찬탈을 노렸다가 실패한 후 추방을 당한, 에드워드의 친척 애설울드 ætheling는 노섬브리아에서 묵은 뒤에 에식스에 도착했다. 그는 잉글랜드에 있는 일부 혹은 모든 데인족들에게 왕으로 명백히 받아들여졌고 903년에 이스트앵글리아의 데인인들에게 에드워드에게 전쟁을 걸도록 하였다. 이 전쟁은 펜스 전투에서 벌어진 애설울드와 이스트앵글리아의 외흐리크의 죽음과 함께 재앙으로 끝나고 말았다.
911-919년에 에드워드는 머시아와 에식스에 부르크를 설치하고, 종종 데인인들에게는 강의 사용권을 맡기는 등, 험버강 이남의 잉글랜드 나머지 지역에 자신의 지배력을 확장했다. 917년에 이스트앵글리아에서 데인족들의 입지가 갑작스럽게 붕괴했다. 빠르고 연속적인 패배는 에식스의 나머지 영토와 더불어 노샘프턴과 헌팅던 지역의 상실로 이어졌고, 아마도 이스트앵글리아의 데인족 왕이 템스퍼드에서 전사한 것으로 보인다. 바다 건너에서 온 지원군에도 불구하고, 데인인들의 반격은 격퇴당했고, 에드워드의 군대로서 많은 잉글랜드 봉신들의 파견군들이 도착하자, 이스트앵글리아와 캠브리지의 데인족들은 항복했다.
이스트앵글리아는 잉글랜드 왕국으로 흡수되었다. 노퍽과 서퍽은 장신의 토르켈이 크누트 대왕에게 백작으로 임명된 1017년에 새로운 이스트앵글리아의 백작령의 일부가 되었다. 복원된 교구는 과거 두 개의 이스트앵글리아 주교좌가 노스엘럼에 있는 하나의 주교좌로 대체되는 걸 겪었다.

## 고대 이스트앵글리아 방언
동앵글인들은 고대 영어를 사용했다. 이스트앵글리아인들이 5세기 동안에 브리타니아섬에 도착한 최초의 게르만족 정착자들이었기에 이들의 언어는 역사적으로 중요하며, Kortmann and Schneider에 따르면 이스트앵글리아 지역은 "이 세상에서 영어가 사용된 최초의 장소라고 진지하게 주장할 수 있다."라고 한다.
고대 영어에서 방언에 대한 증거는 문헌, 지명, 인명, 주화 들에서 등장한다. A. H. Smith는 분명한 고대 이스트앵글리아 방언의 존재를 인지한 최초의 인물이며, 이와 더불어 노섬브리아, 머시아, 웨스트 색슨, 켄트 방언을 인지하기도 했다. 그는 이런 방언에 대한 자신의 주장이 불확실하다는 점을 인정했고, "고대 영어의 방언에 대한 언어학적 경계들이 보장된 안정성을 만족시켜주지 않는다."라고 시인했다. 이스트앵글리아의 필사본, 고대 영어 비문 혹은 인가서 같은 문헌 기록들이 남아있지 않음에 따라, 방언의 존재를 지지할 만한 증거는 거의 없다. 1930년대에 Von Feilitzen가 실시한 연구에 따르면, 둠스데이 북 속의 많은 지명들에 대한 기록이 "결국에는 토착 자문원단의 증거를 근거"로 하고 따라서 앵글로색슨 장소와 인물들에 대한 형태는 방언의 방식으로서 부분적으로 보존되어 있다고 한다. 둠스데이 북과 이후 사료에서 증거는 방언 경계가 한때 존재했고, 캠브리지셔 (한때 드물게 살았던 펜스를 포함해서), 노퍽, 서퍽 등의 지역이 이웃한 잉글랜드의 주들과 차별되는 표현이 일치한다는 점을 암시한다.

## 지리

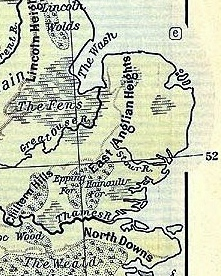
동부 잉글랜드의 지형도

스투어강이 역사적으로 남쪽에 동색슨인들과 분리하고 있는 이스트앵글리아 왕국은 북쪽과 동쪽으로는 북해를 접하고 있었다. 역사가 Richard Hoggett에 따르면, 북해는 "스칸디나비아와 독일 북부를 잇는 번영하는 해양 연결로"를 제공했다고 한다. 서부 경계는 우즈강, 러크강, 케넷강부터 현재 캠브리지셔에 있는 더 서쪽의 캠강에 이르기까지 다양했다. 최대 영토일 때는, 오늘날의 노퍽, 서퍽과 캠브리지셔의 동부 일부로 이뤄졌었다.
동부 국경의 침식과 북부 해안가의 퇴적은 로마와 앵글로색슨 시기의 이스트앵글리아의 해안선을 바꿔놓았다 (그리고 이는 지속되고 았다). 북부 해안가에선, 북해가 저지대인 펜스 지역을 범람시킨다. 해수면이 내려가면서, 충적층이 커다란 강 어귀 근처에 쌓였고 부르크성 근처 "Great Estuary"는 커다란 사취로 인해 고립되었다.

## 자료
이스트앵글리아의 칙허장 (그리고 다른 기록물들)이 남아있지 않은 반면에 이스트앵글리아를 나타내는 중세 연대기들은 학자들에게 대단한 주의를 갖고 다뤄진다. 이스트앵글리아 왕국의 기록들은 바이킹들의 침입과 정착에 따른 왕국 내의 완전힌 수도원 파괴와 두 개의 이스트앵글리아 교구의 폐쇄로 인해 거의 남지 못했다. 초기 시대에 관한 주요 문헌 자료는 비드의 『앵글인의 교회사』이다. 이스크앵글리아는 7세기 동안 잉글랜드 어느 곳에서 편집되었다고 여겨지는 부족 대장에서 별개의 정치 단위로서 처음 언급되었다.
앵글로색슨 자료들은 동앵글인이나 왕국과 관련된 사건에 대한 정보를 포함한다:
- 앵글인의 교회사
- 앵글로색슨 연대기
- 부족 대장(Tribal Hidage) - 여기서 동앵글인들은 30,000 하이드로 평가되었고, 서식스와 린제이 같은 소규모 왕국들보다 인력이 명백히 우월했다.[eek 9]
- 《브리튼인의 역사》
- Life of Foillan - 7세기에 작성

노르만시대 이후 다양한 역사적 가치가 있는 자료:
- 12세기의 Liber Eliensis
- 우스터의 플로런스 연대기 - 12세기 작성
- 헌팅던의 헨리의 앵글인의 역사 - 12세기 작성
- 웬도버의 로저의 꽃의 역사 - 13세기 작성

## 같이 보기
- 이스트앵글리아의 군주 목록

## 참고
1. ↑   비드의 원 자료와 『교회사』에서 언급한 이스트앵글리아의 사건들에 대한 기록에 대한 자세한 논의에 대해선 다음 참고- Hoggett, The Archaeology of the East Anglian Conversion, pp. 24–27[aeac 1]

## 참고 문헌
- Hadley, Dawn (2009). 〈Viking Raids and Conquest〉.   Stafford, Pauline. 《A Companion to the Early Middle Ages: Britain and Ireland, c. 500–c. 1100》. Chichester: Blackwell. ISBN 978-1-4051-0628-3.
- Williams, Gareth (2001). 〈Mercian Coinage and Authority〉.   Brown, Michelle P.; Farr, Carol Ann. 《Mercia: an Anglo-Saxon kingdom in Europe》. Leicester: Leicester University Press. ISBN 978-0-8264-7765-1.

## 관련 서적
- D.M. Metcalf, Thrymsas and Sceattas in the Ashmolean Museum, Oxford (3 Vols.) (London 1993).
- D.M. Metcalf, 2000, 'Determining the mint-attribution of East Anglian Sceattas through regression analysis', Brit. Numismatic Journal 70, 1-11.
- Whitelock, Dorothy (1972). “The pre-Viking age church in East Anglia”. 《Anglo-Saxon England》 (Cambridge University Press) 1: 1–22. doi:10.1017/S0263675100000053. JSTOR 44510584.